# Freddy Meyer
Frederick A. „Freddy“ Meyer IV (* 4. Januar 1981 in Sanbornville, New Hampshire) ist ein ehemaliger US-amerikanischer Eishockeyspieler und -trainer, der im Verlauf seiner aktiven Karriere zwischen 2000 und 2012 unter anderem 287 Spiele für die Philadelphia Flyers, New York Islanders, Phoenix Coyotes und Atlanta Thrashers in der National Hockey League (NHL) auf der Position des Verteidigers bestritten hat. Seinen größten Karriereerfolg feierte Meyer jedoch in der American Hockey League, wo er mit den Philadelphia Phantoms im Jahr 2006 den Calder Cup gewann.

## Karriere
Meyer begann seine Karriere als Eishockeyspieler in der Mannschaft des USA Hockey National Team Development Program, für die er von 1997 bis 2000 aktiv war. Anschließend spielte er dreieinhalb Jahre lang für die Mannschaft der Boston University. Im März 2003 wurde Meyer, der nie gedraftet worden war, als Free Agent von den Philadelphia Flyers aus der National Hockey League (NHL) unter Vertrag genommen. In der Saison 2003/04 gab Meyer sein Debüt in der NHL für die Flyers, spielte jedoch bis auf diese Partie nur für deren Farmteam aus der American Hockey League, die Philadelphia Phantoms. In der folgenden Saison stand der Verteidiger aufgrund des Lockouts ausschließlich für die Phantoms auf dem Eis und gewann mit dem Team schließlich den Calder Cup.
Im Dezember 2006 gaben die Philadelphia Flyers den US-Amerikaner gemeinsam mit einem Drittrunden-Wahlrecht im NHL Entry Draft 2007 im Tausch für Alexei Schitnik an die New York Islanders ab, für die er bis zum Saisonende drei Assists in 35 Spielen erzielte. Zu Beginn der folgenden Spielzeit wurden die Rechte am Spieler zunächst am 8. Oktober 2007 über die Waiver-Liste von den Phoenix Coyotes erworben, ehe sich die Islanders diese nach nur einem Monat am 10. November zurückholten. Danach war er wieder für die Islanders aktiv, wodurch Meyer nur fünfmal für die Coyotes in der NHL auflief. Im August 2010 unterzeichnete Meyer einen Kontrakt für eine Saison bei den Atlanta Thrashers. Nachdem er dort in einer Spielzeit auf lediglich 15 NHL-Einsätze gekommen war, entschied sich Meyer die NHL zu verlassen und unterzeichnete einen Einjahresvertrag beim schwedischen Verein MODO Hockey aus der Elitserien.
Im Sommer 2012 beendete Meyer seine aktive Laufbahn und wurde anschließend im August 2012 als Assistenztrainer der Manchester Monarchs aus der American Hockey League vorgestellt, bei denen er zwei Jahre lang als Assistent des Cheftrainers Mark Morris diente.

### International
Für die USA nahm Meyer an der Weltmeisterschaft 2006 teil. Als Juniorenspieler hatte er sein Heimatland bei der U18-Junioren-Weltmeisterschaft 1999 und der U20-Junioren-Weltmeisterschaft 2001 vertreten.

## Erfolge und Auszeichnungen
| - 2000 Hockey-East-Meisterschaft mit der Boston University - 2000 Hockey East All-Rookie Team - 2003 Hockey East First All-Star Team | - 2003 NCAA East First All-American Team - 2005 Calder-Cup-Gewinn mit den Philadelphia Phantoms |

## Karrierestatistik

### International
Vertrat die USA bei:
- U18-Junioren-Weltmeisterschaft 1999
- U20-Junioren-Weltmeisterschaft 2001
- Weltmeisterschaft 2006

(Legende zur Spielerstatistik: Sp oder GP = absolvierte Spiele; T oder G = erzielte Tore; V oder A = erzielte Assists; Pkt oder Pts = erzielte Scorerpunkte; SM oder PIM = erhaltene Strafminuten; +/− = Plus/Minus-Bilanz; PP = erzielte Überzahltore; SH = erzielte Unterzahltore; GW = erzielte Siegtore; 1 Play-downs/Relegation; Kursiv: Statistik nicht vollständig)